# Моркока (село)
Моркока — упразднённое село Мирнинского района Якутии. Входило в состав городского поселения Посёлок Айхал. Исключено из учётных данных в 2024 году.

## География
Село расположено на левом берегу реки Моркока в 154 км к югу от Айхала.

## Население
| 2002 | 2010 | 2011 | 2012 | 2013 | 2014 | 2015 |
| ---- | ---- | ---- | ---- | ---- | ---- | ---- |
| 93   | ↘76  | →76  | ↘73  | ↘70  | ↘63  | →63  |
| 2016 | 2017 | 2018 | 2019 | 2020 | 2021 | 2023 |
| ↘55  | ↗59  | ↘50  | ↘47  | →47  | ↘0   | →0   |

## Инфраструктура
Село обслуживает отделение почтовой связи Мирный 1 (индекс 678171).

## Транспорт
Село расположено на участке Мирный — Айхал автомобильной дороги Анабар.